# Keith Hartley (basket-ball)
Pour les articles homonymes, voir Keith Hartley.
Keith Hartley, né le 15 octobre 1940, à Vancouver, en Colombie-Britannique, est un ancien joueur canadien de basket-ball.